# Karl Johannes Hoffmann
Karl Johannes Hoffmann (* 27. März 1898 in Berlin; † 17. August 1964 ebenda) war ein deutscher Politiker (FDP) und Mediziner.

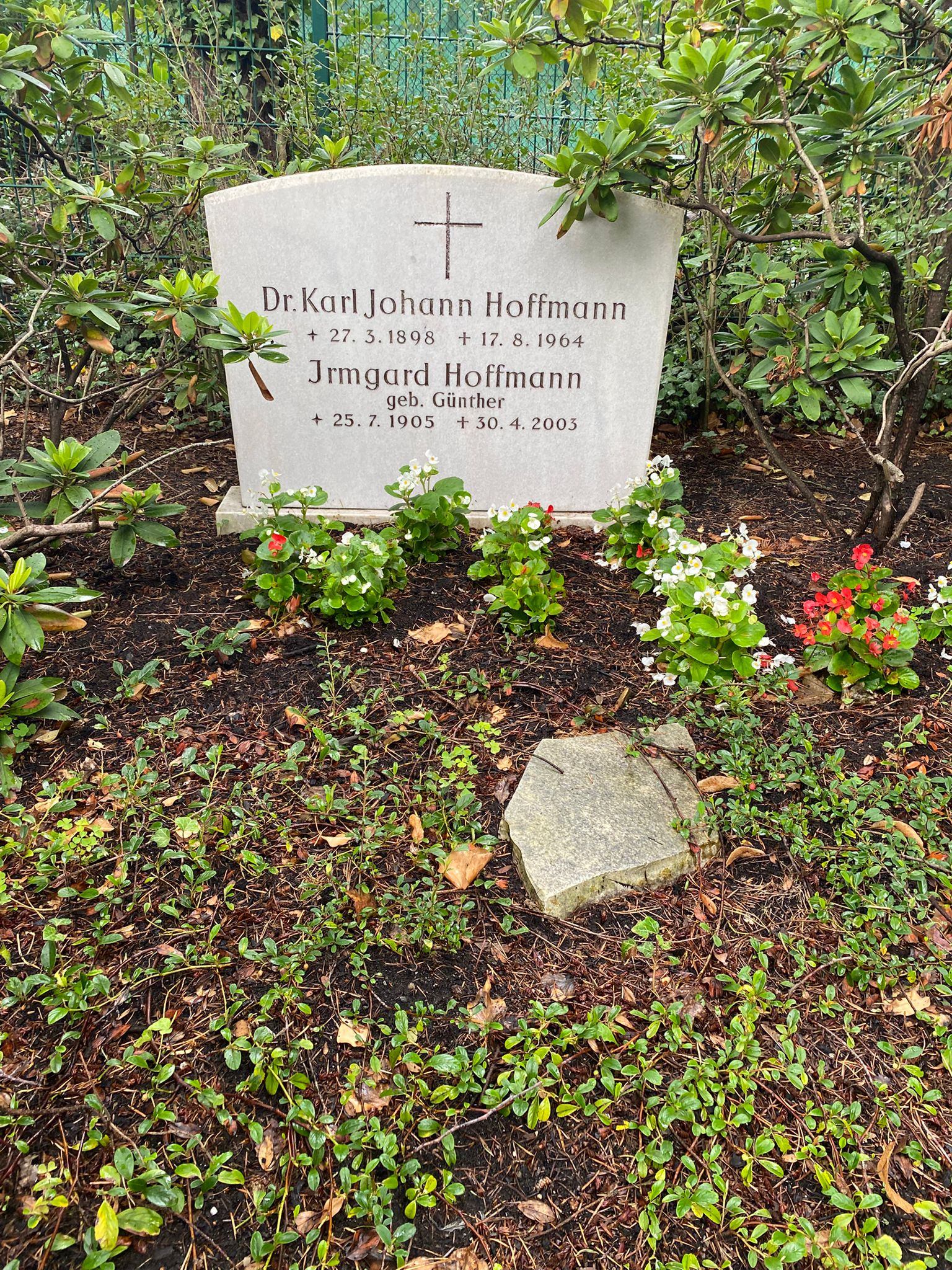
Grabstätte

Hoffmann besuchte ein Realgymnasium und legte dort sein Abitur ab. Von 1917 bis 1919 leistete er Militärdienst. Danach absolvierte er von 1919 bis 1922 ein Studium der Medizin an der Universität Berlin, das er mit einem Staatsexamen und einer Promotion 1923 abschloss. 1923/24 arbeitete er als Volontärarzt am Rudolf-Virchow-Krankenhaus und von 1925 bis 1929 als Assistenzarzt an der IV. Medizinischen Universitätsklinik im Krankenhaus Moabit. Von 1929 bis 1945 war er Stadtschularzt im Gesundheitsamt Berlin-Tiergarten, Leiter der sportärztlichen Beratungsstelle und der Rauschgiftfürsorgestelle. Von 1947 bis 1959 war er Leiter des Gesundheitsamts Berlin-Schöneberg bzw. Bezirksrat für das dortige Gesundheitswesen. Bis zu seiner Pensionierung 1963 war er als Amtsarzt tätig.
Hoffmann war ab 1945 Mitglied der LDP/FDP.
Er war von 1951 bis 1955 Mitglied des ersten Abgeordnetenhauses von Berlin.
Seine Grabstätte findet sich auf dem Evangelischen Kirchhof Nikolassee. 